# Doraegopis parnonicus
Doraegopis parnonicus is een slakkensoort uit de familie van de Zonitidae. De wetenschappelijke naam van de soort is voor het eerst geldig gepubliceerd in 1982 door Riedel.